# Ifalik
Ifalik (conosciuta anche come Italik o Ifaluk) è un atollo delle Isole Caroline. Amministrativamente è una municipalità del distretto delle isole esterne di Yap, di Yap, uno degli Stati Federati di Micronesia. Ha una superficie di 1,47 km² e 609 abitanti (Census 2008).